# Motorvägar i Marocko
Marocko har ett för Afrika relativt väl utbyggt motorvägsnätverk. Det binder samman huvudstaden Rabat med den ekonomiska huvudstaden Casablanca och de tidigare huvudstäderna Meknès och Fès. Det når också upp till hamnstaden Tanger som är en viktig hamnstad med båttrafik mot Europa. Det når även ner till turiststaden Agadir i söder. Motorvägsnätet omfattar i dagsläget[när?] 1808 kilometer.
De marockanska motorvägarna försöker hålla en europeisk standard, men ekonomiska begränsningar gör att det inte är möjligt. Skyltarna består alltid av vit text mot blå bakgrund, med text både med arabiska och latinska bokstäver. Siffrorna är alltid med latinska tecken. Hastighetsbegränsningen är i regel 120 km/h, förutom i närheten av betalstationer. De marockanska motorvägarna har generellt två körfält i varje riktning, förutom ett på A1 som har tre körfält i varje riktning.
Motorvägarna i Marocko är betalmotorvägar av samma typ som finns i Spanien och Frankrike och administreras av det statsägda aktiebolaget Autoroutes du Maroc. På de längre sträckorna tar man en biljett vid infarten till motorvägen och betalar sedan en avgift som bestäms av färdsträckan och vägens geografi (stängt system). Bergssträckor är dyrare att bygga och underhålla och därmed dyrare att färdas på. Biljettsystemet används i dagsläget på A1 mellan Casablanca och Tnine Chtouka, A2 mellan Sidi Allal El Bahraoui och Fès samt på A5 mellan Kénitra och Tanger. Vid övriga betalstationer betalar man en bestämd summa (öppet system).

## Motorvägssträckor i Marocko

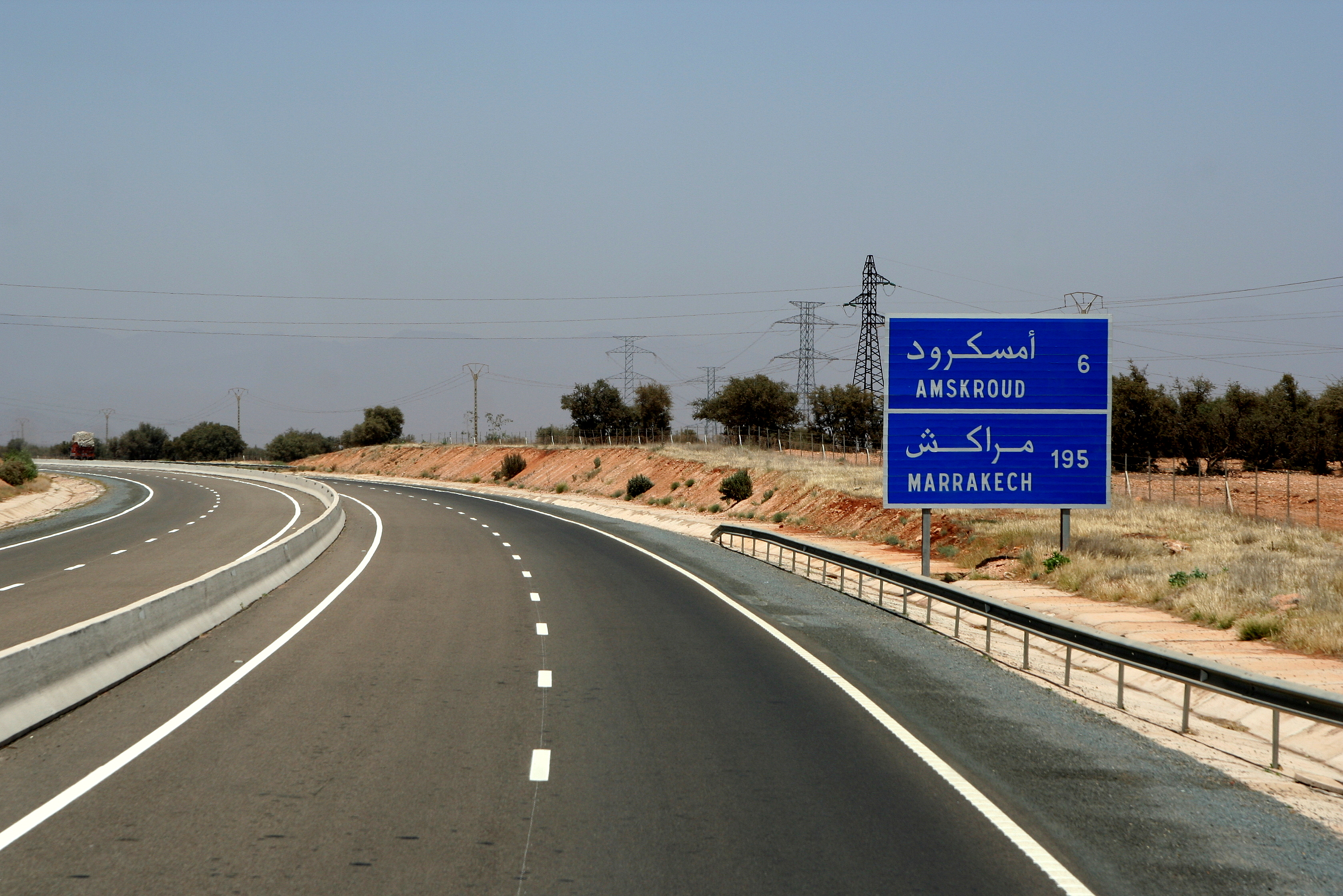
A7

- A1 Rabat–Bouznika–Mohammedia–Casablanca–Tnine Chtouka–El Jadida–Safi
- A2 Rabat–Khémisset–Meknès–Fès–Oujda
- A3 Casablanca–Settat–Ben Guerir–Marrakech–Chichaoua–Agadir
- A4 Berrechid–Béni Mellal
- A5 Tanger Med–Tanger–Assilah–Larache–Kénitra–Rabat
- A7 Tétouan–M'Diq–Fnideq